# Goodbye (canção de Alma Čardžić)
"Goodbye" foi a canção que representou a Bósnia e Herzegovina no Festival Eurovisão da Canção 1997 que teve lugar em Dublin, na Irlanda, em 3 de maio de 1997.
A referida canção foi interpretada em bósnio (apesar do título em inglês) por Alma Čardžić. Foi a décima-quarta canção a ser interpretada na noite do evento ( a seguir à canção estónia "Keelatud maa", interpretada por Maarja e antes da canção portuguesa "Antes do adeus", interpretada por Célia Lawson). A canção bósnia terminou em  18º lugar, tendo recebido um total de 22 pontos. Devido aos fracos resultados dos últimos 5 anos, a Bósnia e Herzegovina não participaria em 1998 mas apenas em 1999, com Dino que interpretou a canção "Putnici".

## Autores
- Letrista: Milić Vukašinović
- Compositor: Milić Vukašinović, Sinan Alimanović
- Orquestrador: Sinan Alimanović

## Letra
A canção é um uptempo. A letra é um apelo da cantora ao seu amante para que ele não termine o relacionamento amoroso. Ela sugere um série de coisas que podiam ser feitas, apenas pretende que ele não diga as duas palavras que significam "acabou", as duas palavras são "Adeus, querida","Zbogom ljubavi" (em bósnio)

## Outras versões
Alma Čardžić também gravou esta canção em inglês, com o mesmo título e foi lançada uma versão instrumental.